# 乙醛酸循环体
乙醛酸循环体(Glyoxysome)是在植物中发现的特殊过氧化物酶体（特别是在发芽种子的脂肪储存组织中），也能在丝状真菌中发现。含有脂肪和油的种子包括玉米，大豆，向日葵，花生和南瓜。乙醛酸循环体常见于发芽的种子或真菌的脂肪储存组织中。
与其他一般过氧化物酶体一样，在乙醛酸循环体中脂肪酸由过氧化物酶体中的β-氧化酶类水解为乙酰-CoA。当脂肪酸被氧化时，产生过氧化氢(H2O2)，因为氧气(O2) 被消耗。但除了具有一般过氧化物酶体所具有的过氧化功能，乙醛酸循环体还额外包含乙醛酸循环中重要的酶（如异柠檬酸裂合酶及苹果酸合酶等），这些酶是完成乙醛酸循环旁路的关键。
乙醛酸循环体是一种含有参与乙醛酸循环的酶的细胞器，是植物细胞内一种特异化的过氧化物酶体。
因此，乙醛酸循环体与其他一般过氧化物酶体一样，包含可以起始脂肪酸分解的酶并另外拥有催化在糖异生过程中合成糖类物质需要的媒介产物的酶。在能通过光合作用合成足够糖类物质之前，发芽中的植物都需要利用这些转化自脂肪的糖来提供能量。